# Belleville-sur-Vie
Belleville-sur-Vie korábbi község Franciaország Loire mente régiójában, Vendée megyében. 2016. január 1-jén Saligny korábbi községgel egyesült és az így létrejött Bellevigny új község része lett.
Lakosainak száma 3995 fő (2018. január 1.). Belleville-sur-Vie Saligny községgel határos.

## Népesség
A település népességének változása:
| Lakosok száma | 1157 | 1229 | 1565 | 2186 | 2532 | 3673 | 3857 | 3850 | 3948 | 3995 |
|               | 1962 | 1968 | 1975 | 1982 | 1990 | 2008 | 2013 | 2015 | 2017 | 2018 |